# Tritea

Mapa de la antigua Acaya. Tritea era la ciudad situada más al sur.

Tritea (en griego: Τριταία, en latín: Tritaea) fue una ciudad de Acaya, la más al interior de las doce ciudades de los aqueos.
Según la mitología griega, fue fundada por Célbidas, procedente de Cime, o según una versión alternativa, por un hijo de Ares y Tritea llamado Melanipo.
En la olimpiada 124ª (285-281 a. C.) Tritea fue una de las cuatro ciudades que encabezó la reconstrucción de la Liga Aquea.
Durante la guerra social fue atacada por etolios y eleos.
Estrabón dice que su territorio limitaba con los de Fara, Leontio y Lasión.
Pausanias, por su parte, dice que era tributaria de Patras, por concesión del  emperador Cesar Augusto tras la batalla de Actium. Ubica la ciudad a 120 estadios de Faras. Destaca un túmulo de mármol con pinturas de Nicias en las proximidades de la ciudad. Además en la ciudad había un santuario de los Dioses Máximos con imágenes de barro y en honor de los cuales se celebraba una fiesta anual, y también un templo de Atenea con una imagen de piedra que había sustituido otra que los romanos se habían llevado a Roma. Allí se celebraban sacrificios a Ares y a Tritea.
Es probablemente la actual Kastritza, cerca de la frontera de la Arcadia.